# Гнань
Гнань — село в Железногорском районе Курской области. Входит в состав Веретенинского сельсовета.
Население — 45 человек (2010 год).

## Этимология
По преданию, село получило название потому, что некогда на этом месте русские воины нагнали и разбили татарский отряд. Сохранились 5 курганов над могилами убитых.
В источниках XIX века Гнань упоминается под вторым названием — Николаево, полученным от здешнего храма Николая Чудотворца.

## География
Село расположено в центре Железногорского района, в 10 км к югу от Железногорска на высоком правом берегу реки Свапы при впадении в неё речки Гнанки, на которой находится Гнанский пруд. К северу от села расположено лесное урочище Гнанка, к юго-западу — урочище Криница. Высота населённого пункта над уровнем моря — 192 м.

### Улицы
В селе 3 улицы:
- Центральная
- Луговая
- Яблоневая

## История
Поселение на месте Гнани существовало ещё в дославянский период. За околицей села находятся курганы и остатки языческого капища.
Наиболее раннее документальное упоминание Гнани относится к 1620 году, когда по указу царя Михаила Фёдоровича была узаконена Гнанская сторо́жа — один из передовых постов, охранявших южные рубежи Русского государства от набегов ногайцев и крымских татар. Примерно в это же время в Гнани был построен деревянный храм, освящённый в честь Николая Чудотворца. В росписи Курским сторожам 1623 года Гнань уже названа селом (т.е. поселением с церковью), в котором несли дозорную службу дети боярские и казаки. Место для сторожи было выбрано удачно — высокий правый берег реки Свапы, откуда открывался вид на несколько вёрст в южном направлении. Оборонительное значение Гнань имела до начала XVIII века, после этого здешние фортификационные сооружения были разобраны.
В XVII—XVIII веках село входило в состав Радогожского стана Комарицкой волости Севского уезда. В середине XVII века жители Гнани упоминаются среди комарицких поставщиков хмеля.
На протяжении своего существования Гнань не была крупным селением, хотя здесь и находилась церковь. По переписи 1705 года в Гнани было 18 дворов (15 «жительских», 1 двор попов и 2 двора дьячков), проживало 64 человека (в том числе 19 недорослей, 8 человек на военной службе). В 1707 году в селе проживало 75 человек (в том числе 30 недорослей). Как и в других селениях Комарицкой волости, до начала XVIII века местные жители были дворцовыми крестьянами.
С 1711 года Гнань входит в состав вотчины молдавского князя Дмитрия Кантемира, дарованной ему Петром I. Таким образом, жители села на полтора века оказываются в крепостной зависимости. Во 2-й половине XVIII века Гнань принадлежала Трубецким и Репниным. Так, в 1763 году за Трубецкими здесь числилось 24 души мужского пола, за Репниными — 27.
В 1866 году в селе было 28 дворов, проживало 268 человек (127 мужского пола и 141 женского), действовал православный храм Николая Чудотворца. В 1861—1923 годах село входило в состав Веретенинской волости Дмитровского уезда Орловской губернии.
В 1926 году в Гнани было 29 дворов, проживало 124 человека (56 мужского пола и 68 женского). В то время село входило в состав Веретенинского сельсовета Долбенкинской волости Дмитровского уезда. С 1928 года в составе Михайловского (ныне Железногорского) района. Во 2-й половине 1920-х годов в Гнани была организована женская пчеловодческая артель — «8 марта» (председатель М. И. Китина). 12 февраля 1929 года Гнань была передана из Веретенинского сельсовета в новообразованный Остаповский сельсовет. В 1931 году в Гнани был создан колхоз «Пролетарий». В 1937 году в селе было 36 дворов. Во время Великой Отечественной войны, с октября 1941 года по февраль 1943 года, село находилось в зоне немецко-фашистской оккупации.
После освобождения села от оккупантов председателями колхоза «Пролетарий» были С. Ф. Степанов, Н. Г. Капустин, Иван Михайлович Рыжиков (с 1946 года). Под руководством И. М. Рыжикова гнанский колхоз «Пролетарий» вошел в число передовых в Михайловском районе.
В 1957 году началось освоение Михайловского железорудного месторождения. Одним из вариантов расположения будущего города горняков было место рядом с Гнанью, но в итоге Железногорск построили в другом месте, в 10 км севернее Гнани. В 1959 году гнанский колхоз «Пролетарий» был упразднён, жители села стали работать в Михайловском, а затем в Вертенинском отделении совхоза Михайловского железорудного комбината.

## Храм Николая Чудотворца
Первый деревянный храм, освящённый в честь Николая Чудотворца, был построен в Гнани в 1620—1621 годах. Во время его строительства у источника рядом с селом была обретена икона Николая Чудотворца, которая была перенесена в гнанский храм. По данным 1705—1707 годов в этой церкви служил священник Сергей Евтифеев, у которого было 2 сына: Андреян, в солдатах, и Леонтий, 15 лет. Также в то время здесь служили 2 дьячка: Акиндин Евтифеев и Афанасий Федоров, у которого был сын Яков, 23-х лет, и братья Степан 12 лет и Карп 9 лет. На церковной земле в то время жил бобыль Мина Яковлев, а также бобыль Максим Минаев с сыновьями Василием и Елисеем. К 1707 году семья Максима Минаева переехала с земли Николаевского храма, в деревню Ратманово Рыльского уезда.
В 1802 году было построено новое, каменное здание Николаевского храма. Церковь располагалась на высоком левом берегу реки Гнанки, где в настоящее время находится база отдыха «Верхняя Гнань». Приход Николаевского храма состоял из села Гнань и деревень Веретенино, Остапово, Солдаты и Толчёное. В начале XIX века в храме служил протоиерей Василий Егорович Амфитеатров — брат митрополита Киевского Филарета и литератора и педагога Семёна Егоровича Раича, отец богослова Егора Васильевича Амфитеатрова. Василий Егорович родился в селе Высокое Кромского уезда и был основателем гнанской ветви рода священнослужителей Амфитеатровых.
В 1865 году в церкви служили священники Николай Розанов и Фёдор Амфитеатров. Диаконом был Пётр Введенский, причетниками — Фёдор Колпенский, Павел Воскресенский, Фёдор Покровский и Василий Иовлев. В том же году церковному старосте Николаевского храма Сергею Доронину был выдан похвальный лист за «полезное и усердное служение церкви». В конце 1866 года Николай Розанов умер, на его место был назначен священник из села Гапоново Севского уезда Николай Никольский.
С конца XIX века и до 1919 года священником в Николаевском храме был Захарий Фёдорович Амфитеатров. Несмотря на небольшую численность населения в Гнани, стараниями отца Захария при Николаевском храме была открыта церковно-приходская школа, в которую также ходили учиться дети из соседних деревень. В 1898 году для детей из отдалённой деревни Толчёное Захарий Амфитеатров устроил в церковной сторожке ночлежный приют на 30 человек. Оставаясь в приюте 6 учебных дней, ученики приносили из дворов необходимые продукты и сами под присмотром сторожа готовили себе еду.
В марте 1919 году большевики утопили в Свапе около слободы Михайловки Захария Амфитеатрова и священника Никольского храма Михайловки Якова Бакринева. Поводом для этого послужило заступничество священнослужителей за ограбленных красным продотрядом крестьян. Старший сын Захария Амфитеатрова, уроженец Гнани Николай Захарович (1887—1971) после революции эмигрироровал из России, умер в Кембридже, похоронен на кладбище Свято-Троицкого монастыря в штате Нью-Йорк, США. Младший сын, Фёдор (1898—1970) участвовал в Гражданской войне, воевал сначала на стороне белой армии, затем за красных. Чудом избежал репрессий, работал ветеринаром. Награждён орденом «Знак Почета», золотой медалью ВДНХ, знаком «Отличник социалистического сельского хозяйства», занесен в Почетную книгу ВДНХ. Умер от неудачной операции аппендицита.
В 1930-е годы в гнанском храме служила монахиня Татьяна Соболева, вскоре репрессированная по делу «группы освобождения церкви». После этого храм Николая Чудотворца был закрыт, а затем разрушен. В Государственном архиве Орловской области хранится единственная уцелевшая метрическая книга Николаевского храма — за 1883 год.

## Население
| 1866 | 1926 | 1979 | 2002 | 2010 |
| ---- | ---- | ---- | ---- | ---- |
| 268  | ↘124 | ↘105 | ↘51  | ↘45  |

### Известные люди
- Амфитеатров, Егор Васильевич (1815—1888) — богослов.
- Амфитеатров, Фёдор Захарович (1897—1970) — советский учёный-вирусолог.

## Достопримечательности
Между Гнанью и Михайловкой, на опушке урочища «Гнань», расположен артезианский источник с чистой водой. Святой источник стал известен в 1621 году. По преданию, здесь была найдена икона Николая Чудотворца. Освящен в его честь. В 1977 году признан памятником природы.

## Базы отдыха
К востоку от села расположены 2 базы отдыха: т. н. «Верхняя» и «Нижняя» Гнани (бывший лагерь отдыха им. Тимошенко).